# Chrismale
Een chrismale is in de rooms-katholieke kerk een vat waarin het chrisma wordt bewaard, dat door de bisschop op plechtige wijze gewijd wordt op Witte Donderdag. De chrismale komt voor in twee vormen: één type heeft de inhoud voor de voorraad voor één jaar en wordt in de kathedraal bewaard, een ander type is kleiner en wordt in de parochiekerk bewaard. Op de vaatjes voor het chrisma vindt men vaak de letters "CHR." terug, terwijl de recipiënten voor de ziekenolie meestal met "INF." gemerkt zijn en die voor de catechumeneneolie met "CAT.".
Vele belangwekkende chrismales bevinden zich in de kerkschatten van de Europese kathedralen.

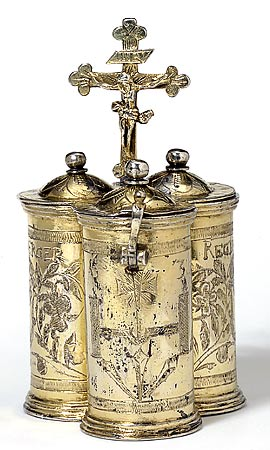
Duitse Chrismale uit 1636